# Homoneura mediomaculata
Homoneura mediomaculata är en tvåvingeart som beskrevs av Mitsuhiro Sasakawa 2001. Homoneura mediomaculata ingår i släktet Homoneura och familjen lövflugor. Inga underarter finns listade i Catalogue of Life.